# Marek Poštulka
Marek Poštulka (* 21. Juni 1970 in Bohumín) ist ein ehemaliger tschechischer Fußballspieler.
Poštulka begann mit dem Fußballspielen in bei TJ ŽD Bohumín, mit 15 Jahren wechselte er zu Baník Ostrava. In der Saison 1989/90 absolvierte der Stürmer seinen Wehrdienst bei VTJ Tábor. Von 1991 bis 1992 spielte er für Gera Drnovice. Anschließend kehrte er nach Ostrava zurück. In 80 Erstligaspielen erzielte der Angreifer 26 Tore. In eine herausragende Form spielte sich Poštulka in der Saison 1992/93, in der er mit 16 Toren zu den besten Torschützen der letzten Saison der gemeinsamen tschechoslowakischen Liga zählte. Dies brachte ihm am Saisonende auch eine Einberufung in die gemeinsame Auswahl der Tschechen und Slowaken, die Tschechoslowakei hatte am 1. Januar 1993 aufgehört zu existieren. Im Spiel gegen die Nationalmannschaft der Färöer am 16. Juni 1993 in Toftir erzielte Poštulka zwei der drei tschecho-slowakischen Tore. Er wurde auch im Spiel gegen Zypern am 17. Oktober eingesetzt, blieb in neun Minuten aber ohne Torerfolg. Für die neu entstandene Tschechische Fußballnationalmannschaft bestritt Poštulka zwei Spiele. Am 25. Mai 1994 besiegte Tschechien Litauen in Ostrava mit 5:3, Poštulka erzielte das zwischenzeitliche 5:2. Seinen letzten Auftritt für sein Heimatland hatte der Angreifer nach fast zweijähriger Nichtberücksichtigung am 26. März 1996 im Spiel gegen die Türkische Nationalmannschaft. In den letzten acht Minuten spielte er anstelle von Radek Drulák.
Ende der 1990er Jahre hatte Poštulka mit Verletzungsproblemen zu kämpfen, unter anderem zog er sich einen Kreuzbandriss zu. Er verschwand zwischenzeitlich aus dem Profifußball und spielte für den unterklassigen Klub TJ Dětmarovice sowie in Österreich für den SC Retz. Zur Saison 1999/00 bekam er bei seinem alten Klub Baník Ostrava noch eine Chance auf ein Comeback. Er absolvierte für Baník 28 Spiele, an seine Form Mitte der 1990er konnte er aber nicht anknüpfen. Seine Karriere ließ Poštulka von 2000 bis 2002 beim Stadtrivalen FC Vítkovice ausklingen.
Nach seiner Spielerkarriere arbeitete Poštulka als Physiotherapeut, aber auch als Trainer bei seinem ehemaligen Jugendverein in Bohumín.